# Палба, Шамиль Кублухович
Шами́ль Кублу́хович Па́лба (1914, Джирхуа или Сухумский округ — 1972, Джирхуа или Гудаутский район, Абхазская АССР) — советский абхазский лётчик, участник Великой Отечественной войны.

## Биография
Родился в 1914 году в горном селе Джирхва Российской империи (ныне — Гудаутский район Абхазии) в семье бедняка.
Шамиль рано лишился родителей и чтобы выжить самому, а также воспитать младших детей, с 10 лет он стал заниматься хозяйственными делами. Одновременно учился в сельской неполной средней школе. После окончания 8-го класса соседней Лыхненской средней школы, по разверстке Министерства просвещения Абхазии Шамиль направляется на продолжение учебы в Сухумское педагогическое училище, где успешно прошел полный курс педагогического факультета и программу за 9-й класс. После окончания училища, приказом Министерства просвещения Абхазии, был назначен заведующим начальной школы по ликвидации неграмотности в селе Аацы Гудаутского района. Через год, в 1931 году, его переводят на такую же должность в село Хуап того же района.
В 1934 году, в соответствии с постановлением ЦИК и Министерства просвещения Абхазии, в числе не окончивших полную среднюю школу молодежи, Шамиль Кублухович направляется на подготовительные курсы при Сухумском педагогическом институте им. М.Горького. После успешного окончания полной программы 10-го класса, его принимают на первый курс исторического факультета. Шамиль учится в ВУЗе и без отрыва от учебы поступает в Сухумскую школу пилотов.
Будучи студентом 3-го курса Сухумского пединститута Шамиль без отрыва от учёбы, окончил Сухумскую школу пилотов. В 1938 году, по рекомендации Абхазского обкома комсомола и Центрального Совета Осоавиахима, ему был предоставлен академический отпуск и Шамиль был направлен в Херсонскую лётную школу инструкторов-летчиков. После окончания Херсонской летной школы его направили работать в качестве инструктора-летчика разновременно в городах Тбилиси и Орле.
В 1939 году Палба официально был зачислен в Красную Армию летчиков. В марте 1940 года по набору Министерства обороны СССР Шамиль Палба был командирован в Ульяновскую истребительную школу по подготовке летчиков-истребителей. Затем в 1941 году его переводят в Высшую летную школу в г. Ташкенте, где Палбу застала Великая Отечественная война.

### Годы войны
В 1943 году Шамиль Кублухович был направлен во 2-ю авиационную дивизию особого назначения (2-я адон) Московского военного округа в качестве командира корабля, где вскоре в воздушных боях он был тяжело ранен. После излечения, из госпиталя, направляется в 600-й авиационный полк особого назначения 4-й адон Московского военного округа.
Затем, согласно Приказу Главнокомандующего Вооруженными Силами СССР "Об укомплектовании штурмовых полков и дивизии на новой материальной части боевых самолетов «Ил-2», Шамиль Кублухович, как технически грамотный и подготовленный летчик, был направлен на освоение материальной части нового самолета в г. Киржач. После освоение полной программы его переводят в состав 639-го штурмового авиационного полка 189-й Нижнеднестровской орденов Суворова и Кутузова штурмовой авиационной дивизии 17-й воздушной армии 3-го Белорусского фронта, где Палба служил в должности летчика, старшего летчика, командира корабля и командира звена.
На его счету более 250 боевых вылетов, большое количество уничтоженной техники и живой силы противника.
В апреле 1945 года самолеты 639-го шап нанесли массированный удар по автоколоннам противника в районе трассы на Вену. В этом бою лично Шамиль Палба уничтожил около 40 солдат и офицеров, разбил 14 автомашин, три бронетранспортера, подавил 4 минометные точки и 8 точек зенитной артиллерии. Последний вылет он совершил на подступах к Вене, где и закончил войну.

### После войны
В 1946 году был демобилизован из рядов Советской Армии по возрасту. После небольшого отдыха, в 1947 году, начал работать экспедитором военторга в городе Сухум. В августе 1952 года его переводят сначала экспедитором, а затем председателем артели «Наш труд». С 1953 по 1963 годы был председателем правления артели «Транспортник» Абхазпромсовета. Затем был назначен директором комбината бытового обслуживания населения в системе местного хозяйства.
С 1967 года и до конца жизни являлся директором Сухумского литейно-механического завода. Совмещая работу с учебой, он заочно окончил Институт субтропического хозяйства, получив специальность ученого-агронома. За хорошую работу на заводе, Шамиль Кублухович неоднократно награждался Почетными грамотами, денежными премиями и ценными подарками. За безупречную и плодотворную работу и в связи с 50-летием со дня рождения он был награждён Почетной грамотой Президиума Верховного Совета Абхазской АССР.
Скоропостижно умер в 1972 году. Похоронен в родном селе Джирхуа.

## Награды
Награждён орденами Отечественной войны 1 и 2 степеней, Красной Звезды, а также многими медалями, среди которых «За отвагу», «За победу над Германией», «За доблестный труд в ознаменование 100-летия со дня рождения Ленина».